# Blow Forward

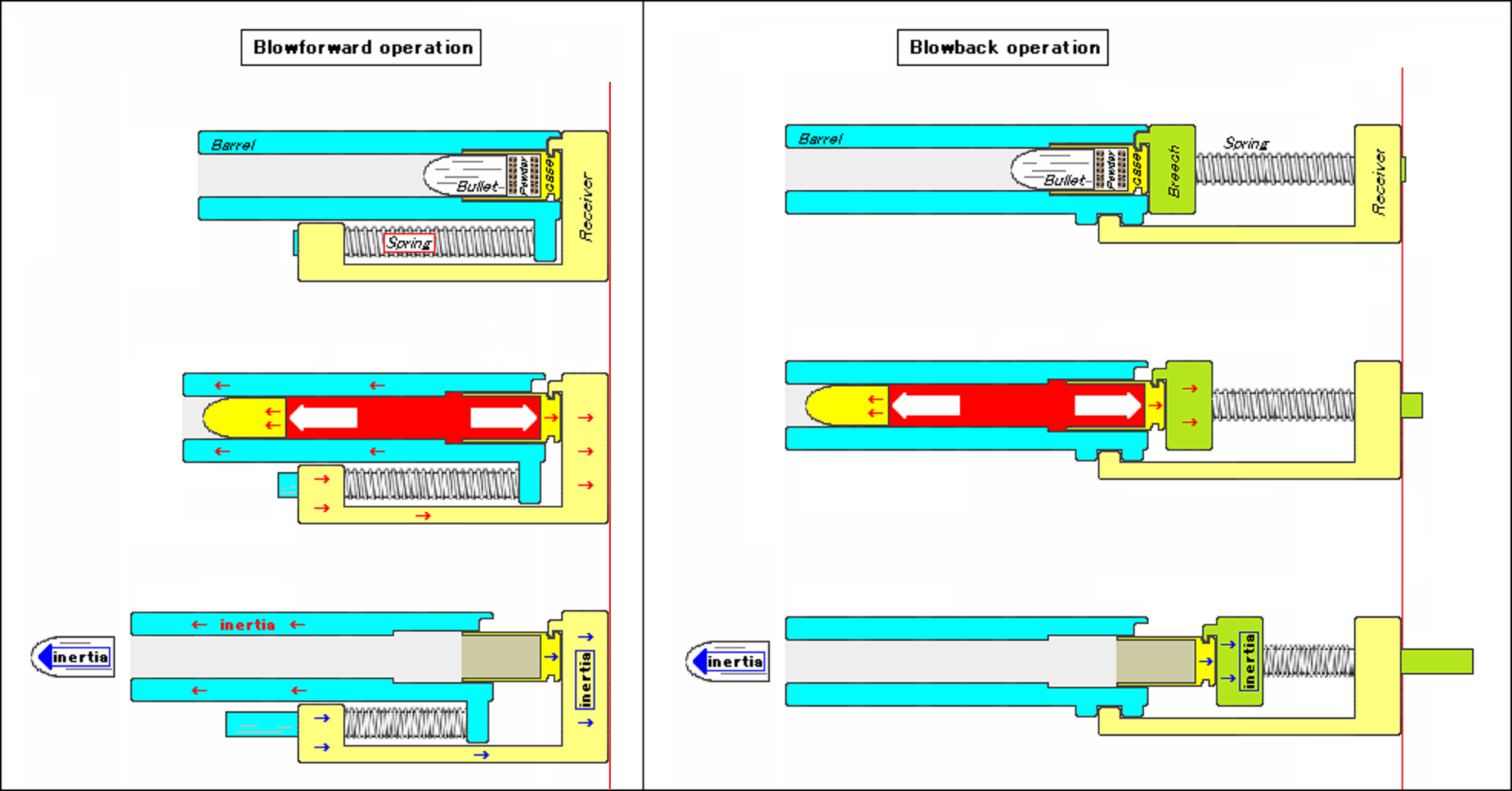
Vergleich Blow Forward (links) und Blowback (rechts): Beim Blow-Forward-Prinzip gleitet das vor, der ist fixiert. Durch Züge im Lauf kommt es zu Reibung zwischen Geschoss und Rohr, wodurch auf das Rohr eine vorwärtsgerichtete Kraft wirkt.

Blow Forward  (englisch für Vordrucklader) ist ein Funktionsprinzip automatischer Schusswaffen. Es handelt sich dabei um das Gegenprinzip zum Rückdrucklader, der sehr viel weiter verbreitet ist. Bei beiden handelt es sich um Gasdrucklader; beide haben einen Masseverschluss.
Während bei einem Rückdrucklader das Rohr fixiert ist und der Verschluss durch die sich ausbreitenden Verbrennungsgase der Treibladung nach hinten geschoben wird, ist bei nach dem Blow-Forward-Prinzip funktionierenden Waffen das Rohr beweglich gelagert und der Verschluss bzw. die Stützplatte fixiert. Nach Auslösen des Schusses nimmt das sich durch den Lauf bewegende Geschoss das Rohr durch Reibung nach vorne mit und trennt dadurch Rohr von Verschluss. So wird der automatische Ladevorgang ermöglicht. Bei den meisten nach diesem Prinzip arbeitenden Waffen sind Rohr und die zugehörige Hauptfeder die einzigen durch die Schussenergie bewegten Teile, was den Aufbau des Mechanismus im Vergleich zu den üblichen Rückstoßladern deutlich einfacher gestaltet.
Das Blow-Forward-Prinzip ist historisch nur sehr begrenzt verwendet worden. Es sind nur wenige nach diesem Prinzip arbeitende Schusswaffen bekannt:

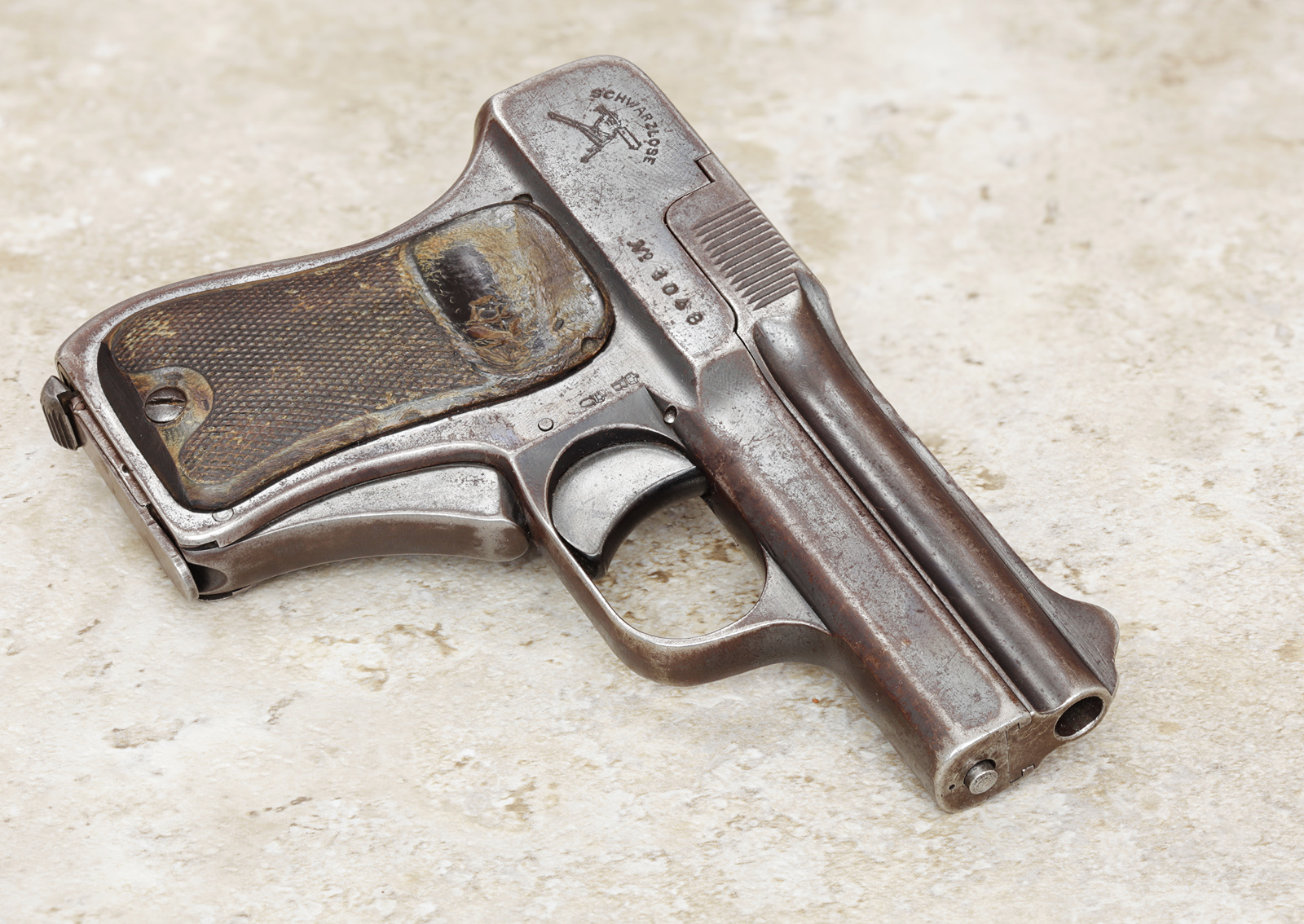
Schwarzlose Modell 1909

- halbautomatische Pistolen:
  - Steyr Mannlicher M1894
  - Schwarzlose M1908Schwarzlose Modell 1909
  - Hino Komuro M1908
- vollautomatische Schrotflinte:
  - Pancor Jackhammer
- vollautomatischer Granatwerfer:
  - Mark 20
  - Howa Typ 96